# Blandmyr
Blandmyr är en myr som karaktäriseras av en mosaikartad blandning av kärr- och mosseelement. Blandmyrar förekommer i de mellersta och norra delarna av Sverige.
Övergången mellan blandmyr och mosse är flytande och oftast diffus. Myrar med mossestrukturer (i form av strängar, öar och tuvor) på ett blötare golv eller med tydliga flarkar, tolkas som blandmyr. Blandmyrarna namnges beroende på strukturmönstret.

## Strängblandmyr
Blandmyr med mossesträngar som ofta bildar ett parallellt eller svagt bågformat strukturmönster på ett kärrgolv. Om myren sluttar svagt kan mossesträngarna dämma flarkar med kärrvegetation.

## Ö-blandmyr
Blandmyr med öar av mossetyp som ligger utspridda på ett kärrgolv.

## Blandmyr av mosaiktyp
Blandmyren saknar ett orienterat strukturmönster. Mosseelementen ligger oregelbundet spridda på ett kärrgolv eller i en mosaikartad blandning med kärrelementen.